# ميلانيو بايز
ميلانو بايز (بالإسبانية: Melanio Báez)‏ هو لاعب كرة قدم باراغواياني. يلعب في مركز الوسط. سبق له أن لعب في كأس العالم لكرة القدم مع منتخب بلاده.

## المسيرة الاحترافية

### أندية لعب لها
- ناسيونال أسونسيون

## روابط خارجية
- ميلانيو بايز على موقع الاتحاد الدولي (مؤرشف)  (الإنجليزية)
- ميلانيو بايز على موقع Soccerway.com (الإنجليزية)
- ميلانيو بايز على موقع عالم كرة القدم.نت (الإنجليزية)